# 通済門駅
通済門駅（つうさいもんえき）は、中華人民共和国江蘇省南京市秦淮区大光路と御道街の交差点の西側にある、南京地下鉄5号線の駅。

## 沿革
- 2025年8月6日：開業[1]。

## 駅構造

### のりば
| 番線 | 路線            | 方面                                | 行先            |
| ---- | --------------- | ----------------------------------- | --------------- |
|      | 南京地下鉄5号線 | 三山街・下関・静海寺・南京西駅 方面 | 方家営 行き     |
|      | 南京地下鉄5号線 | 光華門・七橋甕・神機営・東善橋 方面 | 江蘇軟件園 行き |

## 隣の駅
南京地下鉄
■5号線
夫子廟駅 - 通済門駅 - 光華門駅